# Johann Adolf von Loß (1731–1811)
Johann Adolf von Loß (ur. 1 lutego 1731, zm. 15 marca 1811 w Dreźnie), saski polityk i dyplomata.
Poseł do Wersalu w 1774. Pierwszy minister Saksonii od 2 października 1777 roku do 1790 roku.